# Joanna Jędrzejczyk
Joanna Jędrzejczyk, född 18 augusti 1987 i Olsztyn i Ermland-Masuriens vojvodskap, är en polsk MMA-utövare som sedan 2014 tävlar i organisationen Ultimate Fighting Championship där hon mellan mars 2015 och november 2017 var mästare i stråvikt.

## Tävlingsfacit
| Resultat | Facit | Motståndare                 | Metod                         | Evenemang                              | Datum            | Rond | Tid  | Plats                  | Notering                      |
| -------- | ----- | --------------------------- | ----------------------------- | -------------------------------------- | ---------------- | ---- | ---- | ---------------------- | ----------------------------- |
| Vinst    | 1–0   | Sylwia Juśkiewicz (POL)     | Domslut (enhälligt)           | SFT - MMA Diva Fight Night SPA         | 19 maj 2012      | 2    | 5:00 | Kołobrzeg, Polen       |                               |
| Vinst    | 2–0   | Lilija Kazak (BLR)          | Submission (rear-naked choke) | Makowski Fighting Championship 5       | 8 december 2012  | 1    | 3:22 | Nowa Sól, Polen        |                               |
| Vinst    | 3–0   | Kate Jackson (GBR)          | TKO (hörnan bryter)           | PLMMA 17 Extra - Warmia Heroes         | 18 maj 2013      | 2    | 5:00 | Olsztyn, Polen         |                               |
| Vinst    | 4–0   | Julija Berezikova (RUS)     | Domslut (enhälligt)           | Fight Nights - Battle of Moscow 12     | 20 juni 2013     | 2    | 5:00 | Moskva, Ryssland       |                               |
| Vinst    | 5–0   | Karla Benitez (VEN)         | Domslut (enhälligt)           | WAM - Fabinski vs. Herb                | 9 maj 2014       | 3    | 5:00 | Warszawa, Polen        |                               |
| Vinst    | 6–0   | Rosi Sexton (GBR)           | KO (slag)                     | CWFC 69 - Super Saturday               | 7 juni 2014      | 2    | 2:36 | London, England        |                               |
| Vinst    | 7–0   | Juliana Lima (BRA)          | Domslut (enhälligt)           | UFC on Fox: Lawler vs. Brown           | 26 juli 2014     | 3    | 5:00 | San Jose, CA, USA      |                               |
| Vinst    | 8–0   | Cláudia Gadelha (BRA)       | Domslut (delat)               | UFC on Fox: dos Santos vs. Miocic      | 13 december 2014 | 3    | 5:00 | Phoenix, AZ, USA       |                               |
| Vinst    | 9–0   | Carla Esparza (USA)         | TKO (slag)                    | UFC 185                                | 14 mars 2015     | 2    | 4:17 | Dallas, TX, USA        | Blev UFC-mästare i stråvikt.  |
| Vinst    | 10–0  | Jessica Penne (USA)         | TKO (slag och spark)          | UFC Fight Night: Jędrzejczyk vs. Penne | 20 juni 2015     | 3    | 4:22 | Berlin, Tyskland       | Försvarade titeln i stråvikt. |
| Vinst    | 11–0  | Valérie Létourneau (CAN)    | Domslut (enhälligt)           | UFC 193                                | 14 november 2015 | 5    | 5:00 | Melbourne, Australien  | Försvarade titeln i stråvikt. |
| Vinst    | 12–0  | Cláudia Gadelha (BRA)       | Domslut (enhälligt)           | The Ultimate Fighter 23 Finale         | 8 juli 2016      | 5    | 5:00 | Las Vegas, NV, USA     | Försvarade titeln i stråvikt. |
| Vinst    | 13–0  | Karolina Kowalkiewicz (POL) | Domslut (enhälligt)           | UFC 205                                | 12 november 2016 | 5    | 5:00 | New York City, NY, USA | Försvarade titeln i stråvikt. |
| Vinst    | 14–0  | Jéssica Andrade (BRA)       | Domslut (enhälligt)           | UFC 211                                | 13 maj 2017      | 5    | 5:00 | Dallas, TX, USA        | Försvarade titeln i stråvikt. |
| Förlust  | 14–1  | Rose Namajunas (USA)        | TKO (slag)                    | UFC 217                                | 4 november 2017  | 1    | 3:03 | New York City, NY, USA | Förlorade titeln i stråvikt.  |
| Förlust  | 14–2  | Rose Namajunas (USA)        | Domslut (enhälligt)           | UFC 223                                | 7 april 2018     | 5    | 5:00 | New York City, NY, USA | Titelmatch i stråvikt.        |
| Vinst    | 15–2  | Tecia Torres (USA)          | Domslut (enhälligt)           | UFC on Fox: Alvarez vs. Poirier 2      | 28 juli 2018     | 3    | 5:00 | Calgary, Kanada        |                               |
| Förlust  | 15–3  | Valentina Sjevtjenko (KGZ)  | Domslut (enhälligt)           | UFC 231                                | 8 december 2018  | 5    | 5:00 | Toronto, Kanada        | Titelmatch i flugvikt.        |
| Vinst    | 16–3  | Michelle Waterson (USA)     | Domslut (enhälligt)           | UFC Fight Night: Joanna vs. Waterson   | 12 oktober 2019  | 3    | 5:00 | Tampa, FL, USA         | Stråvikt                      |